# BVA Cup (femminile)
La BVA Cup è una competizione pallavolistica per squadre di club femminili afferenti alla BVA, organizzata con cadenza annuale dalla BVA.

## Edizioni
| Edizione      | Edizione      | Podio               | Podio                  | Podio               |
| Anno          | Organizzatore | Campione            | Seconda                | Terza               |
| ------------- | ------------- | ------------------- | ---------------------- | ------------------- |
| 2008 Dettagli | Tuzla         | Beşiktaş            | TENT                   | Levski Sofia        |
| 2009 Dettagli | Tuzla         | Beşiktaş            | Klek Srbijašume        | Târgu Mureș         |
| 2010 Dettagli | Antivari      | Piatra Neamț        | İller Bankası          | Klek Srbijašume     |
| 2011 Dettagli | Bursa         | Nilüfer             | Lugoj                  | Kolubara            |
| 2012 Dettagli | Ankara        | İlbank              | Piatra Neamț           | -                   |
| 2013 Dettagli | Lugoj         | Beşiktaş            | Lugoj                  | Železničar Lajkovac |
| 2014 Dettagli | Ankara        | İlbank              | Târgoviște             | Marica              |
| 2015 Dettagli | Lajkovac      | İdman Ocağı         | Železničar Lajkovac    | Gacko               |
| 2016 Dettagli | Çanakkale     | Çanakkale           | Kazanlăk               | Rudar Pljevlja      |
| 2017 Dettagli | Gradačac      | Železničar Lajkovac | Çanakkale              | Dinamo Bucarest     |
| 2018 Dettagli | Gjilan        | Beşiktaş            | Drita                  | Lugoj               |
| 2019 Dettagli | Istanbul      | Türk Hava Yolları   | Dinamo Bucarest        | Železničar Lajkovac |
| 2020 Dettagli | Lajkovac      | Türk Hava Yolları   | Železničar Lajkovac    | -                   |
| 2021 Dettagli | Kuşadası      | Aydın BB            | Jedinstvo Stara Pazova | Voluntari           |
| 2022 Dettagli | Banja Luka    | PTT                 | Dinamo Bucarest        | Partizan            |
| 2023 Dettagli | Gjilan        | Galatasaray         | Markopoulo             | Skënderbeu          |
| 2024 Dettagli | Istanbul      | Galatasaray         | PAOK                   | Skënderbeu          |

## Palmarès per club
| Squadra             | Titolo | Edizione               |
| ------------------- | ------ | ---------------------- |
| Beşiktaş            | 4      | 2008, 2009, 2013, 2018 |
| İlbank              | 2      | 2012, 2014             |
| Türk Hava Yolları   | 2      | 2019, 2020             |
| Galatasaray         | 2      | 2023, 2024             |
| Piatra Neamț        | 1      | 2010                   |
| Nilüfer             | 1      | 2011                   |
| İdman Ocağı         | 1      | 2015                   |
| Çanakkale           | 1      | 2016                   |
| Železničar Lajkovac | 1      | 2017                   |
| Aydın BB            | 1      | 2021                   |
| PTT                 | 1      | 2022                   |

## Palmarès per nazioni
| Nazione | Titolo |
| ------- | ------ |
| Turchia | 15     |
| Romania | 1      |
| Serbia  | 1      |